# Kotlina Freienwaldzka

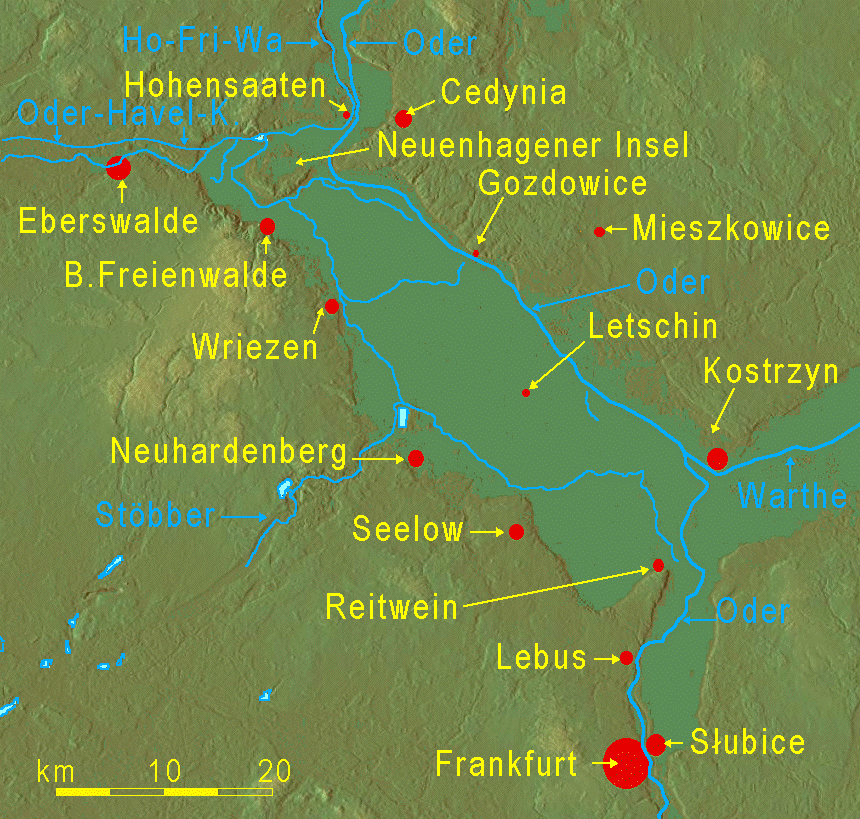
Kotlina Freienwaldzka

Kotlina Freienwaldzka (315.31, niem. Oderbruch) – jednostka geomorfologiczna w zachodniej Polsce (gmina Boleszkowice, gmina Cedynia, gmina Mieszkowice) i we wschodnich Niemczech (Bad Freienwalde (Oder)) będąca fragmentem Pradoliny Toruńsko-Eberswaldzkiej. Część kotliny między Czelinem a Siekierkami jest porośnięta Lasami Mieszkowickimi. 